# عبد الحسين مبارك
عبد الحسين جواد آل مبارك (1879 - 1945 م) (1296 - 1364 هـ) فقيه جعفري وشاعر عراقي. ولد في النجف ونشأ بها. قرأ مقدماته ثم حضر على شيوخ عصره كمحمد كاظم الخراساني. عرف باجتهاده وأصبح مرجعًا للتقليد. اشتغل بالتعليم، وكانت له مجلس درس يحضرها بعض طلاب في البصرة. له مؤلفات ورسالات عديدة دينية وله شعر كثير لم يجمع في ديوان. توفي في مسقط رأسه عن 66 عامًا.

## سيرته
هو عبد الحسين بن جواد بن عبد الحسين بن محمد حسن آل معبر النخعي، تعرف أسرته بـآل مبارك. ولد سنة 1296 هـ/ 1879 م في النجف وأخذ عن علماء عصره، ومنهم: محمد كاظم اليزدي، ومحمد كاظم الخراساني، وعلي الجواهري وغيرهم حتى نال مرتبة الفقاهة، ويروي بالإجازة عن محمد حسين الكاظمي.

انتقل إلى البصرة فكان فيها إمامًا، وكان له فيها مجلس درس يحضره الطلبة. وقام بتأليف بعض الكتب العلمية. 

توفي سنة 1364 هـ/ 1945 م. 

## شعره
كان شاعرًا أديبًا مكثرًا من نظم الشعر. جاء في معجم البابطين عنه «شعره أقرب إلى المقطعات والنتف ويميل إلى النظم والتشطير والتخميس.» ومن شعره:
وله أيضًا «جوار حيدر» عن مسقط رأسه:

## آثاره
- «منهاج الرشاد في معين التقليد والاجتهاد»، رسالة‌ فقهية.
- «رسالة في أخذ الأجرة على الواجبات»
- «الشهاب الثاقب في رجم الغواة والنواصب»
- «لؤلؤ الأقوال فيما يجب من الأموال»، رسالة في الزكاة
- «مصباح الحق إلى معرفة هداة الخلق»
- كتاب في الجَفر
- «بشارة الزائرين»
- «وسيلة العابد في إجابة الرائد»